# Acantharctia nigrivena
Acantharctia nigrivena là một loài bướm đêm thuộc phân họ Arctiinae, họ Erebidae.